# Indische Rache
Indische Rache ist ein deutscher Abenteuer-Stummfilm von Leo Lasko mit Harry Liedtke und Edith Meller in den Hauptrollen.

## Handlung
Edward Astor, Sohn des steinreichen US-Amerikaners William Astor, ist seit seiner Rückkehr von einer Indienreise spurlos verschwunden. Von diesem Trip hatte er einen Einheimischen mitgebracht, der seitdem als sein Diener fungierte. Die junge Ellinor Glyn, Besitzerin der New York Times, will der mysteriösen Angelegenheit nachgehen und setzt alle ihr verfügbaren Hebel in Bewegung, um Edward aufzuspüren. An ihrer Seite befindet sich der aufgeweckte Reporter Bob Dickson. Beide können schließlich den Millionärssohn ausfindig machen, der in die Fänge einer indischen Sekte geraten ist. In Byapur befreien sie ihn aus den Händen des Oberpriesters der Kali, der Edward eben jener Göttin als Opfergabe darbieten will.

## Produktionsnotizen
Indische Rache wurde im Winter 1919/20 gedreht, passierte im April 1920 die Filmzensur und wurde am 10. April 1920 im Berliner U.T. Kurfürstendamm uraufgeführt. Der fünfaktige Film besaß eine ursprüngliche Länge von 2118 Metern Länge (nach Kürzungen ca. 2048 Meter) und erhielt Jugendverbot. In Österreich war der Streifen lediglich rund 1700 Meter lang.
Die Filmbauten wurden von Kurt Richter entworfen.

## Kritik
In Paimann’s Filmlisten ist zu lesen: „Stoff, Spiel, Photos und besonders die prachtvolle Szenerie ausgezeichnet (ein Schlager ersten Ranges).“